# Max Lucado
Max Lucado (* 1955) je americký kazatel a autor knih s křesťanskou duchovní tematikou a knih pro děti. Působil jako misionář v Brazílii. V současnosti působí ve sboru Oak Hills Church of Christ v Texasu.

## Vydání v češtině
- Potlesk nebes (1998), výklad blahoslavenství
- On i dnes odvaluje kameny (2005)
- Když tě Bůh něžně volá tvým jménem (2006)